# Jumento nordestino
Jumento nordestino é um tipo de asno surgido no Brasil, na região nordeste, mas pode ser encontrado em outras regiões. Não constitui, atualmente, uma raça propriamente dita, mas um conjunto de animais que variam fenotipicamente. 

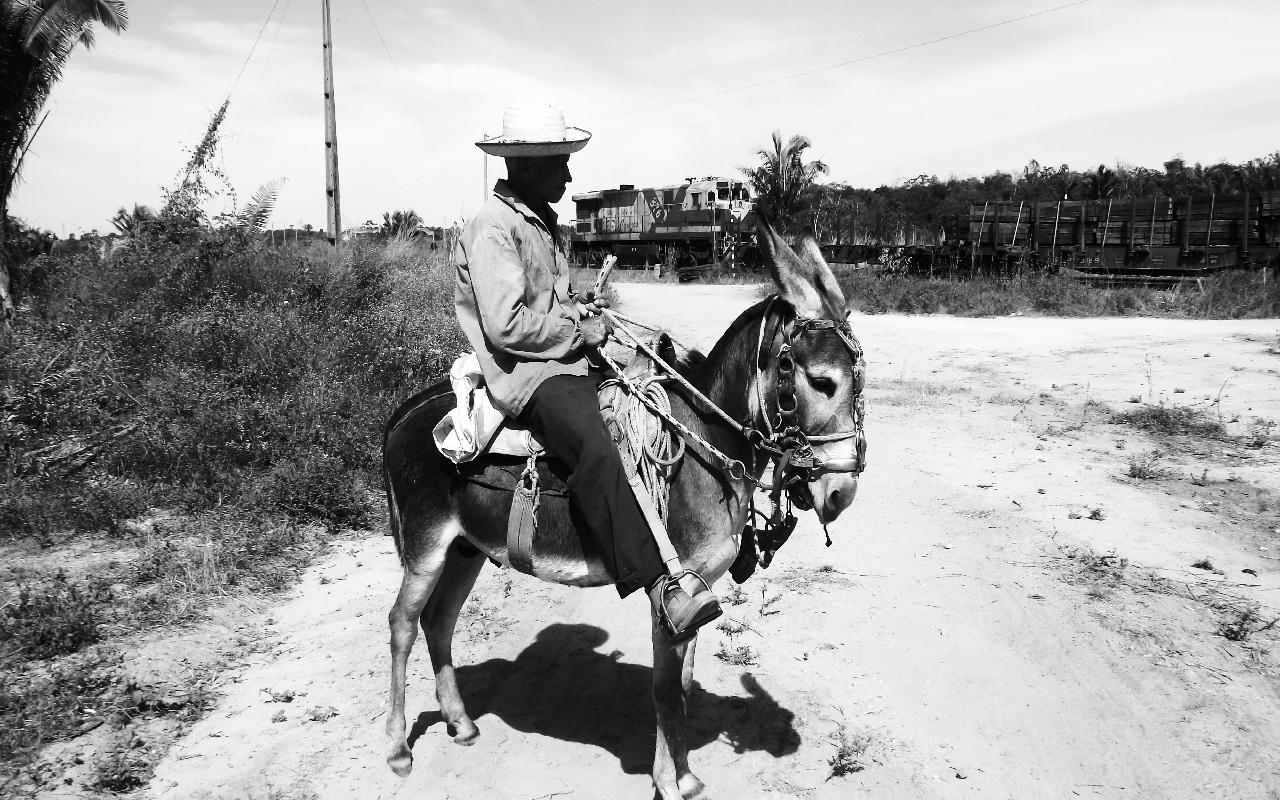
Camponês no interior do estado do Maranhão, no Brasil, usando um jumento como meio de transporte.

## História
Desde o descobrimento do Brasil, os portugueses trouxeram asnos que tiveram que se adaptar e sobreviver, desenvolvendo-se por séculos, resultado nos animais atuais. Surgiu à partir da necessidade de um animal de trabalho, forte, resistente e adaptado ao clima local. Embora de origem antiga e indefinida, existem especulações sobre sua origem. Especula-se que seja descendente de cruzamentos entre os jumentos de raças europeias (principalmente ibéricas) e africanas, como a egípcia. É utilizado para montaria, tração e animal de arado, embora seja consumido como alimento, ocasionalmente, no nordeste. Eram muito abundantes, mas com a mecanização do campo, o uso de caminhões para transporte de cargas e a utilização de motocicletas como meio de transporte seu uso ficou cada vez mais restrito, com muitos animais sendo soltos e vivendo por conta própria, muitas vezes causando acidentes de trânsito nas estradas nordestinas e outros problemas.

## Características
O jumento nordestino é um conjunto de milhões de animais que habitam, em sua maioria, o nordeste brasileiro, não existindo uma criação organizada para definir, por meio de um padrão, suas características físicas e comportamentais principais - deste modo os animais variam - há animais mais baixos, mais altos, mais parrudos, mais esguios, com pernas mais longas, mais curtas, cabeças maiores, cabeças menores, etc. A sua altura pode variar de 90 cm até 1,10 m. Apesar de não estar ameaçado de extinção, é necessária a sua conservação como patrimônio genético brasileiro, pois sem um trabalho neste sentido é questão de tempo para que o número de animais caia e possa desaparecer com o tempo.

## Funcionalidades que poderiam ser trabalhadas
Como não constitui uma raça propriamente dita com características bastante homogêneas, existem várias opções para se especializar estes animais em uma raça, ou em várias raças diferentes cobrindo diversas funções, se aproveitando da variabilidade genética que a mesma proporciona de modo que a seleção dos animais com as características mais desejadas poderia, depois de algum tempo, começar a definir as raças. As funcionalidades possíveis seriam:
Variedade trabalho: animais aptos a desempenhar o trabalho de arado em terras onde as famílias mais carentes não tem condições de comprar máquinas agrícolas ou voltados para puxar carroças como meio de transporte de carga e atividade laboral do trabalhador. Animais rústicos, dóceis, acostumados a forragear as plantas nativas locais, resistentes a doenças, parasitas e ao esforço físico e de conformação física muito funcional seriam os preferidos nesta variedade.
Variedade leiteira: já há algum trabalho neste sentido. Do leite de jumenta é produzido um queijo que é altamente valorizado, podendo chegar a 3 mil reais o quilo. Já existem criadores no nordeste criando animais com este fim e é esperado que, com o tempo, serão selecionados animais com maior aptidão leiteira.
Variedade carne: no Brasil quase não há a cultura do consumo de carne de jumento ou de cavalo, porém há países em que o seu consumo é comum. A seleção de animais mais precoces com carcaça mais musculosa e maiores pode criar uma raça voltada a este fim.
Variedade estética: a seleção de animais com conformação física considerada elegante ou bonita, com cores e marcações em padrões também considerados elegantes, bonitos ou exóticos. Poderiam ser usados como animais de estimação ou em hotéis fazenda, shows de exposição, etc, como atrativos para os visitantes.
Variedade montaria: animais aptos a serem usados como animais de locomoção de grandes distâncias, marchadores, resistentes e confortáveis.
Variedade para produção de muares: animais selecionados voltados para ter estrutura física adequada para a produção de muares de boa qualidade.
Tecnicamente falando, seria possível criar uma raça que fosse enquadrada em duas categorias ao mesmo tempo, por exemplo a variedade estética e de montaria.

## A polêmica da venda de jumentos nordestinos à China
Em 2015 a China demonstrou interesse em comprar os jumentos brasileiros para fins de consumo da carne. A proposta agradou a algumas autoridades que não sabem o que fazer com tantos animais, mas desagradou a boa parte da população e aos defensores dos animais, da cultura nordestina e da cultura brasileira.
Porém, mesmo com as críticas em relação ao interesse chinês, foi assinado um acordo em 2016 entre o governo brasileiro e China para a captura, abate e venda de jumentos nordestinos e isto está ocorrendo a todo vapor desde então. Sua pele é muito valorizada no mercado chinês, pois é para ser usada para produzir um remédio da medicina tradicional chinesa (sem comprovação científica de que funciona) chamado ejiao. Devido a esse mercado movimentar bilhões na China, os jumentos brasileiros se tornaram uma das principais fontes no mundo para abastecer o mercado chinês atualmente, depois que mercados como em vários países africanos proibiram o abate e venda de jumento à China, alguns dos quais quase tiveram seus jumentos levados à extinção. Esta demanda está levando a muitos fazendeiros no nordeste a coletar ou comprar jumentos e levá-lo para as fazendas os mantendo em péssimas condições como sem alimentos ou água, levando muito à morte.
Este abate é do tipo extrativista, os empresários chineses vão até países onde se tem jumentos, não criam uma cadeia produtiva racional para produção de jumentos (assim como ocorre com a criação de gado), abatem o máximo de jumentos que podem do local e quando o local não consegue mais atender a necessidade chinesa, o local é descartado e os empresários chineses vão procurar um novo lugar para explorar. No momento este sistema de abate tem gerado uma operação matemática preocupante, o número de animais abatidos é maior que o número de animais nascidos, por conta disto tem despertado sérias preocupações por parte de defensores dos animais, ambientalistas e outros interessados a tal ponto de que é declarado que se for mantido o ritmo o jumento nordestino vai ser extinto.

## Distribuição do plantel
A grande maioria dos animais estão concentrados no nordeste brasileiro, porém existem em outras regiões do Brasil, em menor número.

## Melhoramentos genéticos
Como não existe uma raça propriamente dita, o jumento nordestino passa por melhoramentos por parte dos criadores de acordo com a sua função, como por exemplo a variedade leiteira que está sendo desenvolvida. Não há, até o momento, um programa oficial de melhoramento apoiado pelos governos ou por instituições públicas. 

## Valor genético
A conservação destes animais permite identificar a composição de seus genes e seu uso naquelas características consideradas vantajosas, aprimorando os próprios animais, outras raças ou a criação de novas raças adaptadas a diferentes finalidades ou biomas.